# Wansheng (stadsdelsdistrikt)
Wansheng (kinesiska: 万盛) är ett stadsdelsdistrikt ii sydvästra Kina. Det ligger i stadsdistriktet Qijiang i storstadsområdet Chongqing, omkring 75 kilometer sydost om det centrala stadsdistriktet Yuzhong. 